# Uwe Lehnert
Uwe Lehnert (* 21. November 1935 in Berlin) ist ein deutscher Bildungsinformatiker und Hochschullehrer. Von 1976 bis 1980 war er Lehrstuhlinhaber für Unterrichtswissenschaft unter besonderer Berücksichtigung der EDV an der Pädagogischen Hochschule Berlin. Von 1980 bis 2002 war er Ordinarius für Bildungsinformatik an der Freien Universität Berlin.

## Leben und berufliches Wirken
Nach seinem Abitur 1956 in Oldenburg studierte Lehnert von 1956 bis 1965 Nachrichtentechnik und Elektronik und erreichte als Abschluss den Diplom-Ingenieur. 1972 erhielt er eine Anstellung als Hochschullehrer für das Gebiet Didaktik des Rechnerunterstützten Unterrichts an der Pädagogischen Hochschule Berlin und 1976 erreichte er eine ordentliche Professur für das Gebiet Unterrichtswissenschaft unter besonderer Berücksichtigung der EDV an der Pädagogischen Hochschule Berlin. Ab 1980 bis zu seiner Emeritierung im Jahr 2002 war Lehnert als Professor für Bildungsinformatik an der Freien Universität Berlin tätig und verfasste Monografien zur Bildungsinformatik.

## Religionskritisches Engagement
2009 schrieb Lehnert ein religions- und kirchenkritisches Plädoyer für den säkularen Humanismus, das unter dem Titel Warum ich kein Christ sein will erschien und inzwischen in der 7. Auflage (2018) vorliegt.
Lehnert ist Mitglied im Humanistischen Verband Deutschlands und Fördermitglied der Giordano-Bruno-Stiftung (gbs) sowie des Vereins Evolutionäre Humanisten Berlin-Brandenburg (EHBB), einer Unterorganisation der Giordano-Bruno-Stiftung. Außerdem ist er Mitglied im Internationalen Bund der Konfessionslosen und Atheisten (IBKA) sowie im Freidenkerbund Österreichs, wo er auch im Beirat sitzt.
Lehnert wies im Dezember 2014 in einem Beitrag des Humanistischen Pressedienstes unter Verweis auf Wolfgang Donsbach, Werner J. Patzelt sowie das Pew Research Center  die Einordnung von Pegida-Demonstranten ins rechtsextreme Spektrum als undifferenziert zurück.
Vielmehr würden „die meisten muslimischen Zuwanderer“ eine Religion mitbringen, die „auf einem Gesellschaftsverständnis und einer Moral des 7. Jahrhunderts basiert“ und „mit wesentlichen Elementen unserer Verfassung und unserer Vorstellung vom Leben in einer freien Gesellschaft nicht zusammenpasst“. Lehnert vertrat jedoch auch die Ansicht, dass eine „Beruhigung der politisch aufgewühlten Landschaft“ erst durch ein Einwanderungsgesetz eintreten würde, das sowohl die Kriterien für Asyl als auch die gewünschte Zuwanderung von Arbeitskräften eindeutig regelt und vorschreibt, wie „mit abgelehnten Bewerbern zu verfahren“ wäre. Sebastian Bartoschek warf Lehnert daraufhin „Apologetik für Schnullernazis“ vor. Lehnert geht auf diese und andere Vorwürfe in der 2018 erfolgten 7. Auflage seines Buches ein.

## Auszeichnungen
- 2000: Wiener-Schmidt-Preis für herausragende Leistungen auf dem Gebiet der kybernetisch fundierten Bildungstechnologie

## Schriften (Auswahl)
- Warum ich kein Christ sein will. Mein Weg vom christlichen Glauben zu einer naturalistisch-humanistischen Weltanschauung.  7., vollständig überarbeitete und aktualisierte Auflage. Tectum-Verlag, Baden-Baden 2018, ISBN 978-3-8288-4247-2.
- Lernen ohne Lehrer: erfolgreiches Lernen mit Computer und Internet. Teia-Lehrbuch-Verlag, Berlin 2003.
- Datenanalysesystem SPSS Version 9: Handlungsorientiertes und leicht verständliches Lehrbuch zur Einführung in die statistische Datenanalyse mit Arbeitsplatzrechnern. 3. Auflage. Oldenbourg, München 2000.
- Bildungscontrolling im DV-Bereich [Medienkombination]. Hanser, München 2000.
- Der EDV-Trainer: EDV-Lehrveranstaltungen planen – EDV-Handhabungswissen vermitteln; Lehr- und Handbuch für Trainer, Ausbilder, Instruktoren, Berufsschullehrer, Volkshochschuldozenten, Mitarbeiter des Benutzerservices, Trainer von EDV-Trainern. 4. ergänzte Auflage. Oldenbourg, München 1997.
- Elektronische Datenverarbeitung in Schule und Ausbildung. Oldenbourg, München 1970.